# سانتا كلارا (نيومكسيكو)
سانتا كلارا (بالإنجليزية: Santa Clara, New Mexico)‏ هي منطقة سكنية تقع في الولايات المتحدة في مقاطعة غرانت، نيومكسيكو. يقدر عدد سكانها بـ 1,944 نسمة ومساحتها 2.6 كم2 وترتفع عن سطح البحر 1,822 متر.

## التركيبة السكانية
حدّد مكتب تعداد الولايات المتحدة بيانات التركيبة السكانية لسانتا كلارا في تعداد الولايات المتحدة. في ما يلي، التركيبة السكانية حسب تعدادي 2000 و2010.

### تعداد عام 2000
بلغ عدد سكان سانتا كلارا 1,944 نسمة بحسب تعداد عام 2000، وبلغ عدد الأسر 696 أسرة وعدد العائلات 496 عائلة مقيمة في القرية. في حين سجلت الكثافة السكانية 544.5 نسمة لكل كيلومتر مربع (1,410.2/ميل2). وبلغ عدد الوحدات السكنية 821 وحدة بمتوسط كثافة قدره 230 لكل كيلومتر مربع (595.7/ميل2).
وتوزع التركيب العرقي للقرية بنسبة 62.91% من البيض و0.36% من الأمريكيين الأفارقة و1.95% من الأمريكيين الأصليين و0.05% من الأمريكيين ذوي الأصول الآسيوية و30.61% من الأعراق الأخرى و4.12% من عرقين مختلطين أو أكثر و83.49% من الهسبانيون أو اللاتينيون من أي عرق.
بلغ عدد الأسر 696 أسرة كانت نسبة 43.8% منها لديها أطفال تحت سن الثامنة عشر تعيش معهم، وبلغت نسبة الأزواج القاطنين مع بعضهم البعض 46% من أصل المجموع الكلي للأسر، ونسبة 20.4% من الأسر كان لديها معيلات من الإناث دون وجود شريك،  بينما كانت نسبة 4.9% من الأسر لديها معيلون من الذكور دون وجود شريكة وكانت نسبة 28.7% من غير العائلات. تألفت نسبة 25.6% من أصل جميع الأسر من عدة أفراد يعيشون في نفس المنزل ونسبة 10.6% كانت تتألف من شخص يعيش بمفرده يبلغ من العمر 65 عاماً أو أكثر. وبلغ متوسط حجم الأسرة المعيشية 2.79، أما متوسط حجم العائلات فبلغ 3.38.
بلغ العمر الوسطي للسكان 32.4 عاماً. وكانت نسبة 32.8% من القاطنين تحت سن الثامنة عشر، وكانت نسبة 8.6% بين الثامنة عشر والرابعة والعشرين عاماً، ونسبة 23.7% كانت واقعةً في الفئة العمرية ما بين الخامسة والعشرين والرابعة والأربعين عاماً، ونسبة 19.6% كانت ما بين الخامسة والأربعين والرابعة والستين، ونسبة 15.1% كانت ضمن فئة الخامسة والستين عاماً فما فوق. يوجد لكل 100 أنثى 90.8 ذكر، ويوجد لكل 100 أنثى في الثامنة عشر من عمرها فما فوق 83.6 ذكر.
بلغ متوسط دخل الأسرة في القرية 20,980 دولارًا، أما متوسط دخل العائلة فبلغ 24,732 دولارًا. وكان متوسط دخل الذكور 26,471 دولارًا مقابل 16,875 دولارًا للإناث. وسجل دخل الفرد الخاص بالقرية 9,484 دولارًا. وكانت نسبة 27.1% من العائلات ونسبة 28.8% من السكان تحت خط الفقر، وكان من هؤلاء نسبة 39.4% تحت سن الثامنة عشر ونسبة 14.1% في الخامسة والستين من العمر وما فوق.

### تعداد عام 2010
بلغ عدد سكان سانتا كلارا 1,686 نسمة بحسب تعداد عام 2010، وبلغ عدد الأسر 675 أسرة وعدد العائلات 430 عائلة مقيمة في القرية. في حين سجلت الكثافة السكانية 472.3 نسمة لكل كيلومتر مربع (1,223.3/ميل2). وبلغ عدد الوحدات السكنية 798 وحدة بمتوسط كثافة قدره 223.5 لكل كيلومتر مربع (578.9/ميل2).
وتوزع التركيب العرقي للقرية بنسبة 78.65% من البيض و0.83% من الأمريكيين الأفارقة و2.19% من الأمريكيين الأصليين و0.06% من الأمريكيين ذوي الأصول الآسيوية و0.30% من سكان جزر المحيط الهادئ و13.94% من الأعراق الأخرى و4.03% من عرقين مختلطين أو أكثر و80.01% من الهسبانيون أو اللاتينيون من أي عرق.
بلغ عدد الأسر 675 أسرة كانت نسبة 30.5% منها لديها أطفال تحت سن الثامنة عشر تعيش معهم، وبلغت نسبة الأزواج القاطنين مع بعضهم البعض 40.4% من أصل المجموع الكلي للأسر، ونسبة 16.1% من الأسر كان لديها معيلات من الإناث دون وجود شريك،  بينما كانت نسبة 7.1% من الأسر لديها معيلون من الذكور دون وجود شريكة وكانت نسبة 36.3% من غير العائلات. تألفت نسبة 30.7% من أصل جميع الأسر من عدة أفراد يعيشون في نفس المنزل ونسبة 14.1% كانت تتألف من شخص يعيش بمفرده يبلغ من العمر 65 عاماً أو أكثر. وبلغ متوسط حجم الأسرة المعيشية 2.48، أما متوسط حجم العائلات فبلغ 3.09.
بلغ العمر الوسطي للسكان 45.0 عاماً. وكانت نسبة 24.2% من القاطنين تحت سن الثامنة عشر، وكانت نسبة 7.7% بين الثامنة عشر والرابعة والعشرين عاماً، ونسبة 18.1% كانت واقعةً في الفئة العمرية ما بين الخامسة والعشرين والرابعة والأربعين عاماً، ونسبة 31.3% كانت ما بين الخامسة والأربعين والرابعة والستين، ونسبة 18.7% كانت ضمن فئة الخامسة والستين عاماً فما فوق. وتوزع التركيب الجنسي للسكان بنسبة 47.2% ذكور و52.8% إناث.